# Pataki József (nyomdász)
Sárospataki Pataki József (1711. – Kolozsvár, 1784. december 16.) kolozsvári nyomdász.

## Élete
Pataki István Kolozsvár városának szenátora és Szathmári Pap Sárának fia. Hollandiában, Utrechtben tanulta a mesterségét és Kolozsvárt volt nyomdászsegéd; 1744 végén az elgyengült szathmári Pap Sándor helyébe a főkonzisztórium Patakit tette meg református egyház és kollégium nyomdáinak felügyelővé 75 forint évi haszonbér fizetése mellett, mely összeget már a következő évben 40 forintra szállítottak le. 1753. január 19-én báró Bánffy Zsigmond főgondnokhoz írt levelet, a végett, hogy a nyomda vezetése hagyassék meg továbbra is nála. Ezen terjedelmes levél (melyet a kolozsvári Protestáns Közlöny 1889. 5-7. sz. közli, eredetije a gróf Toldalagi család levéltárában van Radnótfáján) igen becses adatokat nyújt a nyomda történetére és az akkori művelődéstörténeti viszonyokra. 1755-ben a kollégium nyomdáját Páldi István vette át; a református egyház nyomdáját Pataki kezelte haláláig. Impresszuma „Ny. S.(árospataki) Pataki Jósef által” volt.